# IC 2668
IC 2668 — галактика типу Sa (спіральна галактика) у сузір'ї Чаша.
Цей об'єкт міститься в оригінальній редакції індексного каталогу.